# Arne Helander
Arne Vilhelm Benjamin Helander, född 21 oktober 1901 i Kronoborg, död 8 juni 1994 i Helsingfors, var en finländsk arkitekt. Han var son till forstmannen Benjamin Helander och far till arkitekten Vilhelm Helander. 
Helander arbetade hos Pauli E. Blomstedt 1927–1928 och därefter hos Bertel Liljequist, med vilken han hade gemensam byrå 1942–1948, och innehade därefter egen arkitektbyrå. Han ritade ett flertal industribyggnader, bland annat Voikkaa pappersfabrik i Kuusankoski och Joutseno Pulps fabrik i Lojo samt villor, bland annat Brändövägen 26 i Helsingfors.